# Retirobrug
De Retirobrug (brug 920) is een bouwkundig kunstwerk in Amsterdam-Noord.

## Versie 1
Bruggen uit de serie 900-999 liggen alle in Amsterdam-Noord. De meeste werden daar neergelegd toen gemeente Amsterdam daar fors uitbreidde met nieuwe woonwijken waaronder Banne Buiksloot. De gemeente koos daarbij soms voor gescheiden verkeersstromen waardoor kunstwerken noodzakelijk waren, maar ook de waterwegen in de rijke waterinfrastructuur vroegen om bruggen. De meeste brugnummers zijn nog traceerbaar op papier en in het landschap, maar dat geldt niet voor brugnummer 920. Brug 920 is nog terug vinden in het dossier van brug 918, alwaar het op een plattegrond is ingetekend. Overige gegevens, behalve berekeningen, zijn niet meer achterhaalbaar. Brug 920 was ingepland ter hoogte van de straat Voordek naar een waterscheidingsdijk toe; de bruggen 918, 919 en 920 lagen keurig op een rij. Of de brug ooit gebouwd is, is onbekend; foto's uit die tijd laten alleen een dam zien. Brug 920 zou volgens planning gebouwd zijn op de plek waar later brug brug 1728 werd neergelegd.

## Versie 2

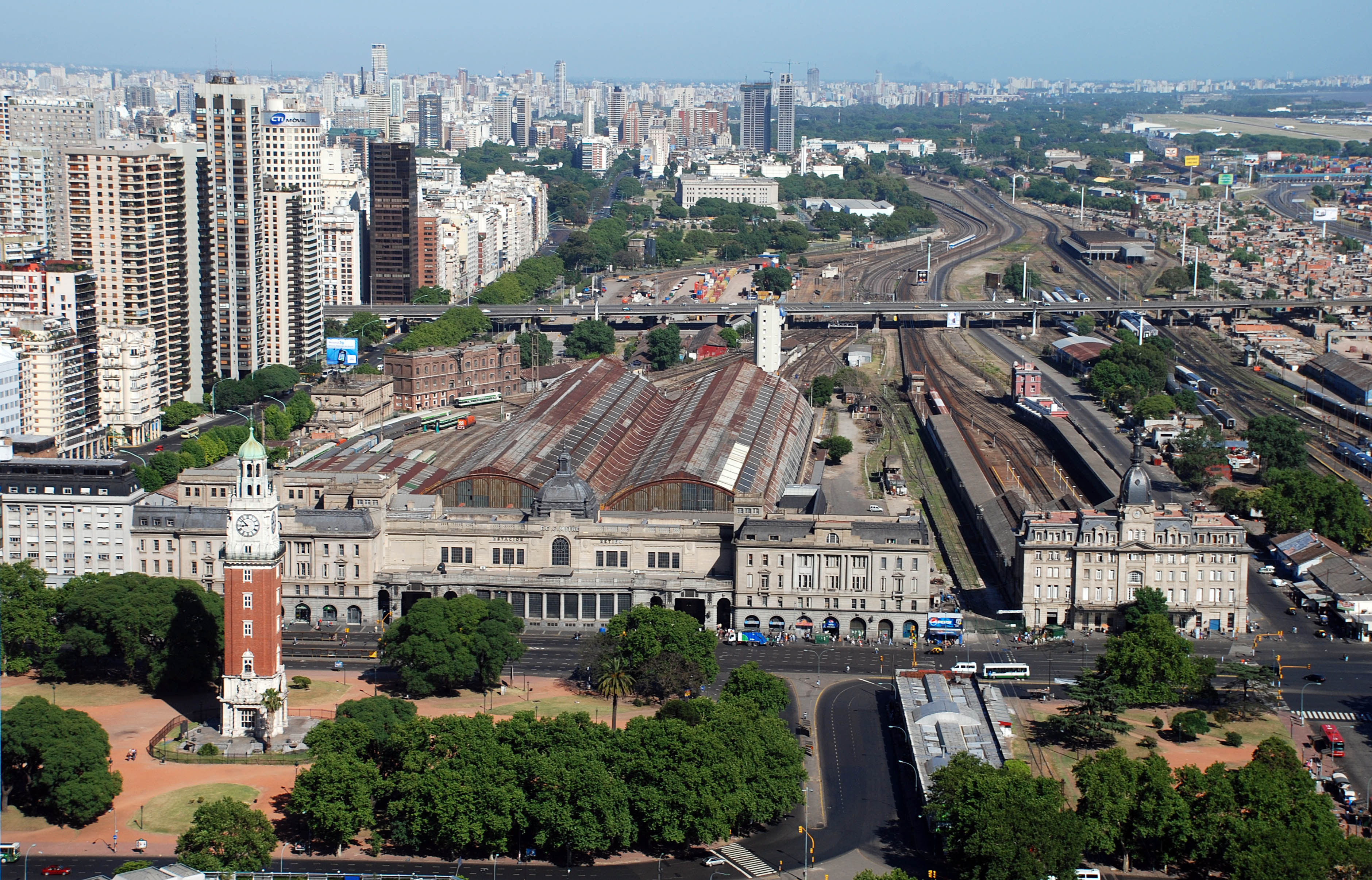
Treinstation Retiro in Buenos Aires 2007

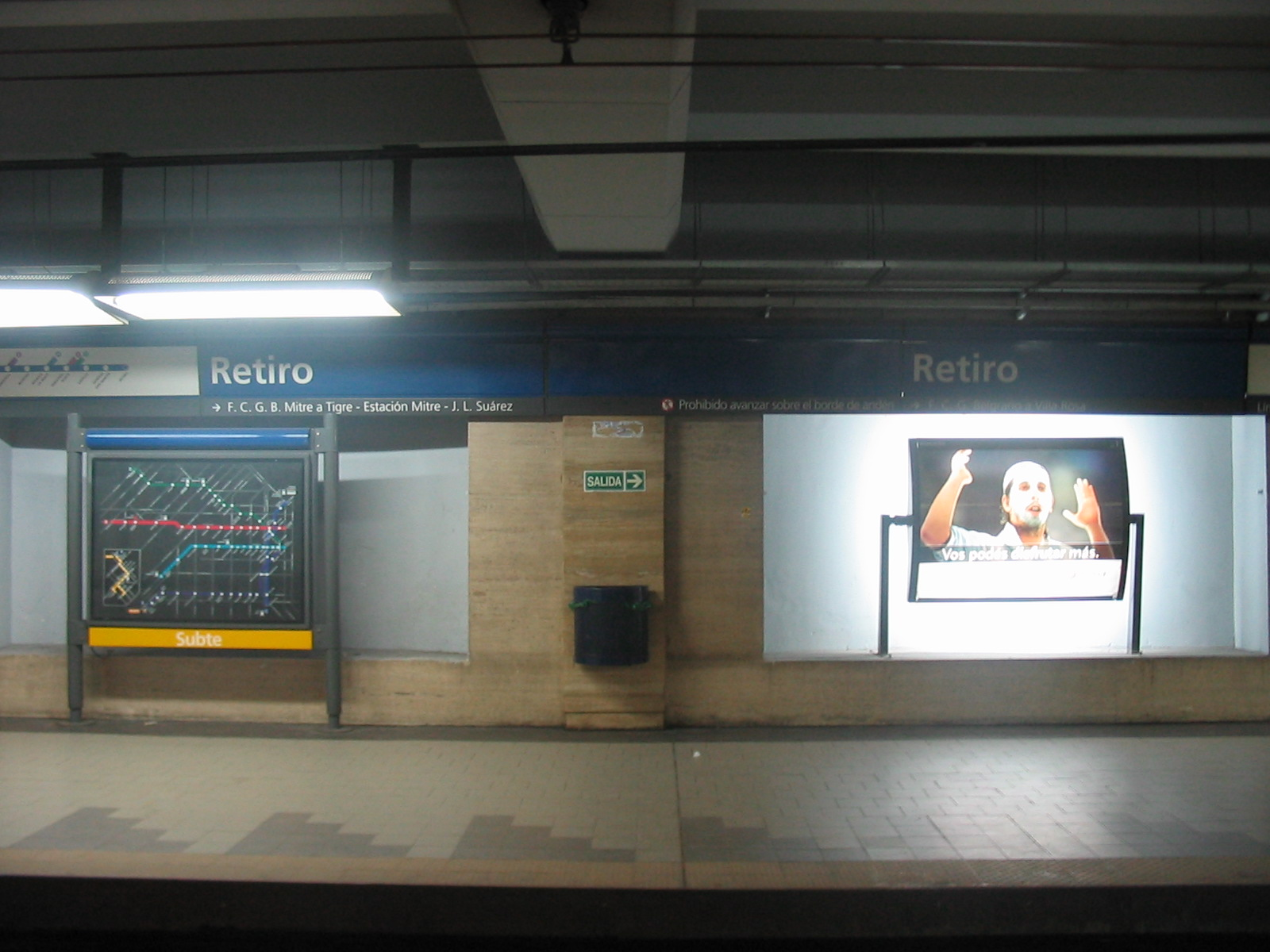
Metrostation Retiro in Buenos Aires (2006)

De tweede versie van brugnummer 920 had desalniettemin toch te maken met stadsuitbreidingen. Door de komst van de Rijksweg 10 (Ringweg-Noord) kon Amsterdam terreinen daarbinnen die nog lang tot agrarische gebied gerekend konden worden herontwikkelen tot woonwijken. Een voorbeeld daarvan is de wijk Elzenhagen-Noord die in de jaren nul en tien van de 21e eeuw gebouwd werden. In diezelfde periode werd er in deze omgeving van de Nieuwe Leeuwarderweg gebouwd aan het noordelijk eind van de NoordZuidlijn. Dit vroeg om nieuwe infrastructuur rondom metrostation Noord en het Noordplein. In die tijd werd ook een voet- en fietsbrug tussen het nieuwe Termini (onder het station door) en het oude Buikslotermeerplein gebouwd. De brug werd in 2019 opgeleverd.
De brug werd op 27 november 2018 vernoemd naar treinstation Retiro in Buenos Aires, onder de aantekening dat de brug nog afgebouwd moest worden. Alle openbare ruimten hier kregen vernoemingen naar treinstations.
De brug vertoont gelijkenis met Brug 1775 (vijfbruggenbrug) ontworpen door de Antea Group, maar is veel kleiner. De brug heeft een stalen overspanning tussen de landhoofden en metalen leuningen en balustraden. De zuidelijke balustrade aan de zijde van Termini loopt als terreinafscheiding van het gebouw door. 
<<< · 900 · 901 · 904 · 905 · 906 · 907 · 908 · 909 · 912 · 913 · 914 · 915 · 916 · 917 · 918 · 919 · 920 · 923 · 924 · 930 · 932 · 933 · 934 · 935 · 936 · 937 · 939 · 943 · 944 · 945 · 946 · 947 · 948 · 949 · 950 · 951 · 952 · 953 · 954 · 956 · 957 · 958 · 959 · 960 · 961 · 962 · 963 · 964 · 965 · 966 · 967 · 968 · 970 · 971 · 972 · 973 · 974 · 975 · 978 · 979 ·  980 · 981 · 984 · 985 · 986 · 987 · 988 · 989 · 990 · 991 · 992 · 993 · 994 · 995 · 996 · 997 · 998 · 999 · >>>
Brugnummers  902, 903, 910, 911, 920, 921, 922, 925, 926, 927, 928, 929, 931, 937, 938, 940, 941, 942, 955, 969, 976, 977, 982, 983 zijn niet (meer) vergeven.